# Dammádzs ostroma
Dammádzs ostroma 2011. októberben vette kezdetét, mikor a Szaada kormányzóságot ellenőrzésük alatt tartó síita iszlám zaidita húti felkelők egy csoportja megvádolta a jemeni rezsimhez hű szunnita szalafistákat, hogy fegyvereket rejtegetnek Dammádzsban a vallási központjukban. Ezzel együtt kijelentették, hogy a szalafistáknak át kell adniuk minden fegyverüket és az ellenőrző pontjaikat nekik. Mikor ezt megtagadták, a hútik ostrom alá vették a várost. A város a hútik ellenőrzése alatt állt, a harcok központja pedig a szalafik által üzemeltetett Dar al-Hadith vallási iskola volt. bár az alapító Muqbil bin Hadi al-Wadi'i imán az 1990-es években elutasította Oszama bin Ládent. Dammádzs szalafitái és az iskolának a háború alatti imámja, Sheikh Yahya Hajoori teljesen ellenkező felfogást képvisel mint az al-Káida, melynek nézeteit elutasítja.
December 22-én fegyverszünetet kötöttek, melyben mindkét fél beleegyezett, hogy katonáit visszavonja, ellenőrző pontjait pedig eltávolítja a város környékéről. Helyüket a semleges hásid és bákil törzsek fegyveresei vették át. Így akarták biztosítani, hogy mindkét fél betartja a tűzszünetet. 2013. október 29-én azonban újraéledtek a harcok, mikor a hútik tüzet nyitottak egy szalafista mecsetre és a mellette álló vallási iskolára. A hútik ezzel egy olyan támadást akartak megakadályozni, melyet az esetleg a Dammádzsban összegyűlt harcosok követnének majd el. Később a hútik Szaadától északra, Kitaf wa Al Boqe'e körzetben több, a szalafista fegyveresek által kiürített posztot elfoglaltak, és lerombolták a szimbolikus jelentőségű Dar al-Hadith szalafista vallási iskolát.
Miután a különféle szektákhoz tartozó harcosok 2013-ban 830 embert megöltek, a jemeni kormány 2014. januárban egy tűzszüneti egyezményt hozott tető alá. A megállapodás értelmében a jemeni csapatok elhagyták Dammádzs városát, valamint minden szalafista harcost családostul kiköltöztettek a szomszédos Hudajda kormányzóságba.

## Előzmények
A síiták Jemeni felkelése alatt az ország kormánya több mint 5000 szalafista katonát toborzott, hogy a hatalmon lévők oldalán harcoljanak. A hútik szerint a kormány al-Káida fegyveres zsoldosait is bevetette ellenük. A Fejbevágás hadművelet során legalább 69, a kormány oldalán harcoló diákot öltek meg.
Az Ali Abdullah Száleh elnök eltávolításáért kitört 2011-2012-es jemeni forradalom kitört, a hútik a tüntetők oldalára álltak, és az adandó alkalmat kihasználva márciusban elfoglalták Szaadát]. The Salafi group in Dar al-Hadith, however, denounced the protests, siding with the regime. Júliusban Dzsauf kormányzóságban harcok törtek ki a hútik és a szunnita iszlamista Islah párt támogatói között, melynek során több mint 120 embert megöltek. Szointén Dzaufban az al-Kádia egyik bombázásában 14 hútit öltek meg. erre válaszul a hútik Szaadában Dar al-Hadithból származó 4 diákot öltek meg egy járműben.

## Az ostrom

### Első szakasz
A arcok október 15-én kezdődtek, mikor a hútik megszerezték Dar al-Hadith imámjának, Sheikh Yahya al-Hajoori egyik levelét, melyben [Yahya Mohamed Abdullah Salehet, a jemeni hadsereg parancsnokát sürgette, hogy mielőbb indítson harcot a hútik ellen, és a hútik egy 13 éves támogatóját a szalafisták fizikailag bántalmazták. A hútik azt követelték, hogy a szalafisták ürítsék ki a városban lévő ellenőrző pontokat, és azt mondták, Dammádzs iskolája támadásokat tervezett a hútik támogatói ellen, és a felbujtások folytatásaként megpróbálták elfoglalni a városon kívüli katonai ellenőrző pontokat. A szalaisták szerint a hútik hitetlenek, és ezért kiképzéseket tartanak a támogatóknak, hogy legyőzhessék őket. Ezeket az állításokat a szalaifsták visszautasították. Erre a hútik október 18-án bekerítették Dar al-Hadeethet, mikor is az orvlövészeik vették körül az épületet, október 30-án pedig a szalafisták kezén lévő Baraqa-hegységet támadták meg. A szalafisták szerint a felkelés miatt sem élelem, sem gyógyszer nem juthatott be a komplexumsba, ls a jemeni hatóságom segítségét kérték az ostrom felszámolásához. A húti azt állítják, csak a fegyverek bejuttatását gátolják.
Az ostromra válaszul a szalafisták mellett álló törzsek emberei blokád alá vették a Boqa utat, mely Szaadát Szaúd-Arábiával kötötte össze. Az Egyesült Találkozó Pártjához tartozó törzsek pedig a Szaadát Szanaával összekötő úton bénították meg a forgalmat. Szaada hútik által kinevezett kormányzója, Fares Mana'a megpróbált tető alá hozni egy fegyverszünetet, melynek értelmében mindkét fél visszavonul a régi állásaiba, és újra megnyitnak minden, lezárt útszakaszt. A tűzszünet azonban alig tartott négy órán át, mert ekkor egy újabb támadás indult, melynek egy szalafista áldozata lett. Az iskolát és annak a mintegy 10.00 lakosú környékét két héten át ostromolták.
A törzsiek által tető alá hozott következő tűzszünet egy hétig, november 25-ig tartott, mikor a hútik elkezdték lőni a szalafisták városon belül lévő állásait. Ebben hárman meghaltak és ketten megsebesültek.  Saleh Habra azt mondta, a kormány fegyverekkel támogatja a szalafistákat, és segít egy új bázis felépítésében a szaúdi határ közelében. A jútik azt mondták, a támadás clja az új hely fegyverekkel történő ellátásának blokkolása volt. Sheikh Yahya al-Hajouri, a szalafisták vezére erre válaszul dzsihádot hirdetett a +E”visszautasító” hútik ellen.
November 26-án a hútik hajnalhasadta előtt megrohamozták a várost. A támadásuk végül november 27-én délutánig elhúzódott. Dhaifallah al-Shami, a hútik egyik vezetője szerint a támadást azért indították, mert a szalafisták visszautasították Abdul-Malik al-Houthi tűzszüneti javaslatát, és folytatták a támadásaikat. A támadásban 24 szalafista halt meg és 61 szerzett sebesülést. A halottak közül ketten Indonéziából származtak, egyikük pedig az USA polgára volt. A két indonézről később nyilvánosságra hozták, hogy a 24 éves Zamiri és Abu Solehről volt szó. Al-Shami megerősítette, hogy a harcban hútik is meghaltak. Mohammed Abdulsalam húti parancsnok szerint az ő oldalukon elesettek száma tíznél kevesebb. November 30-án ismét lőtték a hútik a várost, akkor 26 embert sebesítettek meg.
December 3-án a htik enyhítették a blokádot, és a Nemzetközi Vöröskereszt élelmiszer szállítmányait beengedte a körülzárt területre. A be- és kimenetelt azonban senkinek sem engedélyezték. A szalafista tanulók azzal vádolták a hútikat, hogy azok a nekik szánt élelem harmadát elkobozták. Ezt a hútik visszautasították. A Vöröskereszt szerint a harcok kezdete és december 3. között négy gyerek éhen halt, három idős férfi pedig az orvosi segítség hiánya miatt vesztette életét. A városban a hírek szerint még mindig kevés volt az üzemanyag. Bár a hútik tűzszünetről tettek közzé nyilatkozatot, a hírek szerint a harcokat egyik oldal sem szüntette be. December 7-én a szalafisták egyik támadásában Dammádzsban 3 húti halt meg. Abdel-Malik al-Houthi, a hútik vezetője egy nyilatkozatban ezt írta: "Egy olyan helyzetben, mely felfedi romlott szándékukat, tüzet nyitottak ránk, és megölték három emberünket. Ezeket a ki nem provokált támadásokat nem lehet semmivel sem igazolni, és oda vezetnek majd, hogy az országban háború tör ki a különböző felekezetek között." Erre válaszul a hútik az ellenfél állásait lőtték a Baraqa-hegységben, s eközben  hat embert megöltek, 15-öt pedig megsebesítettek. Egy szalafista szóvivő szerint „a hútik kihasználták a tűzszünetet, és előretörtek a Buraqa-hegységben." Hozzátette, hogy az erőszakos cselekmények folytatása miatt további áldozatokra számít. December 7-én újabb harcok törtek ki, melyben három hútit és négy szalafistát megöltek. Egy szemtanú szerint végig a hútik voltak fölényben, de a végén a szalafistáknak sikerült néhány posztot megszerezniük. A hútik elbarikádozták az állomáshelyeiket a hegységben.
December 8-án és 9-én Kutafban a hútik által több hete blokád alatt tartott országútnál felekezeti harcok bontakoztak ki. Kormányzati tisztviselők szerint a hútik az egyik szunnita törzs Dammádzsba élelmiszert és gyógyszert szállító konvoját támadták meg,. A másik oldal szerint azonban "a Dammádzsba tartó  úgynevezett segélykaraván valójában egy katonai konvoj volt, mely csütörtök ékszaka Kutaf közelében a hútik követőit támadta meg." Szerintük a konvoj nem más volt, mint provokáció. Szerintük a külföldi seregek ezen keresztül próbáltak meg a régióban összetűzést szítani. Összesen nyolc húti és hat törzstag halt meg, 15-en pedig megsebesültek.
December 19-én a hútik ismét támadtak Dammádzsban, ekkor 5 szunnitát öltek meg, köztük egy gyermeket. Csütörtökön az egyik szunnita törzs megtámadta Dammádzs nyugati részét, hogy arrafelé visz majd be a városba élelmet. Az összecsapásban a törzs öt tagja és négy húti esett el.

### Tűzszünet
December 22-én aláírtak egy tűzszüneti megállapodást, melyben mindkét fél megígérte, hogy eltávolítja a város környékén emelt ellenőrző pontjait és blokádjait. A város környékére a semleges hásid és bákil törzs fegyveresei érkeznek, és ők fogják ellenőrizni azt, hogy mindkét fél betartja-e a megállapodást.
2012. júniusban a kiújult összetűzésekben 22 tanuló halt meg, köztük egy brit állampolgár.

### Megújult összecsapások (Második szakasz)
2013. október 29-én  harcok újraindultak, mikor a hútik elkezdték lőni a szalafisták mecsetjét és a közelében álló iskolát. Mindezt azért indították, mert szerintük mintegy 4000 szalafista harcos gyűlt össze Dammádzsban, akik a hútikra akartak támadni.A vallási mozgalom oldalán 58-an meghaltak, nagyjából 100-an pedig megsebesültek. Húti veszteségről nem érkeztek hírek.
2014. január 5-én a síita felkelők és a keményvonalas szalafistákkal megerősített szunnita törzsi harcosok között Észak-Jemenben zajlott harcokban a vasárnapi hírek szerint legalább 23-an meghaltak.  A harcok központja Dammádzsban, a szalafisták mecsetjétől és a koránt tanító iskolájától északra volt. Ezeket az épületeket közben a síita hútik is ostromolták. A konfliktus átterjedt más északi kormányzóságokra is, és olyan szunnita törzsek is belekeveredtek a harcokba, akik az állítólag Iránból támogatást kapó hútik útjába álltak. A dahám törzs egyik vezetője úgy nyilatkozott az AFP-nek, hogy a vasárnapi harcokban Dzsauf kormányzóságban legalább 10 embert megöltek a törzsi csapatok és a fegyveresek között folyó csatában. Egy másik törzsi vezető szintén vasárnap arról számolt be, hogy Amrán tartományban egy másik csatában Harf Sufyannál hét embert öltek meg, két ember pedig Dammádzs bombázása közben esett el, akikről a szalafisták számoltak be. Szemtanúk szerint Szaada városától északra, Kitaf wa Al Boqe'e körzetben a hútik elfoglalták a szalafisták korábban már elhagyott bázisait. Hozzátették, hogy a felkelők 20 környékbeli házzal együtt megsemmisítették a szalafisták iskoláját is. Qassem Thawaba ezredes szerint a felkelők felszólították a határrendészetet, hogy ürítsék ki an Anáni határátkelőt, mely Dzsauf kormányzóságot köti össze Szaúd-Arábiával.

## Következmények
2014. januárra a jemeni kormánynak sikerült tető alá hoznia egy tűzszünetet, mely véget vetett a 2013-ban 830 ember életét követelő harcoknak. Eszerint a jemeniek  elhagyják Dammádzs városát, és családjaikkal közösen a városból a szomszédos hudajda kormányzóságba költöztetik a szalafistákat.

## Reakciók
Az ostrom után Indonézia kormánya evakuálni akarta a Dar al-Hadith Intézetből az ott élő körülbelül 100 indonézt. Az ország Jemenbe akkreditált nagykövete, Agus Budiman azt mondta, mivel a diákok nem akartak onnan kiköltözni, fel voltak fegyverkezve, és „készen álltak akár a dzsihádra is”, ezért nem volt könnyű dolguk. Hozzátette, hogy „a kormány aggódik a helyzetük miatt”. Hajoori sejk engedélyével kapcsolatba léptek velük, a hútik pedig biztosították őket, mindent megtesznek a biztonságos evakuálás érdekében, bár azt nem engedték meg, hogy a nagykövetség emberei az épületbe belépjenek vagy elvigyék a holttesteket.
November 30-án a jemeni szunnita iszlamisták Mohammad al-Ammari vezetésével összegyűltek Szanaában, hogy az ostrom ellen tiltakozzanak. Ammari azt mondta, több ezer embert tartanak fogságban, akik élelemből és gyógyszerekből is hiányt szenvednek. Azzal vádolták a hútikat, hogy Észak-Jemenben egy síita államot akarnak alapítani. A szaúdi egyházi vezetők figyelmeztették a hútikat, hogy katonai erősítést akarnak küldeni Dammádzsba.
Az ellenzéki pártok koalíciójaként 2011. augusztus 17-én létrejött, a Száleh elleni forradalmat elindító Jemeni Nemzeti Tanács a Názáreti Párt főtitkárával. Mussed Al-Radaeevel az élen küldöttséget indított útnak Szaadába. Egy hasonló csoport indult el a szaanai Változás teréről is. Egyik csoport sem hozta nyilvánosságra a jelentését.
December 3-án az al-Kádia arab-félszigeti csoportjának a vezetője, Nasir al-Wuhayshi a Shumukh al-Islam iszlamista dzsihádista honlapon tette közzé, hogy a hútik ellen katonákat küldenek Dmmádzsba. Abu Zubair Adil al-Abab, az al-Káida egy másik jemeni vezetője azt mondta, az al-Kádida segít a Damádzsban harcoló szunnita harcosok kiképzésében, egyben ezt üzente a hútiknak. "Megmérettétek erőinket, al-Ghadir napja pedig már nincs olyan messze tőletek." Nasir al-Wuhayshi maga is a Dar al-Hadith egyik fiókiskolájának a tanulója volt, Said Obaid, az Al-Jemhi Kutatók és Hallgatók Intézetének az elnöke szerint "ezen iskolák végzettjei szinte mind készen állnak belépni az al-Kaáidába." December 12-én a terrorszervezet vezetője, Ibrahim al-Rubaish egy videóüzenetben ezt nyilatkozta: "Sajnálattal hallottuk, hogy a síiták hónapokon át ostromolták a Szaadában, Dammádzsban élő embereinket. Ennek hatására dzsihádot hirdetünk, hogy még csírájában fojtsuk e az ilyen rosszindulatú kezdeményezéseket régiónkban."